# Uitujaure
Uitujaure är en sjö i Kiruna kommun i Lappland och ingår i Torneälvens huvudavrinningsområde. Sjön har en area på 0,203 kvadratkilometer och ligger 552 meter över havet. Uitujaure ligger i Rautas fjällurskog Natura 2000-område.

## Delavrinningsområde
Uitujaure ingår i det delavrinningsområde (756907-165476) som SMHI kallar för Inloppet i Nakerjaure. Medelhöjden är 764 meter över havet och ytan är 47,58 kvadratkilometer. Räknas de 2 avrinningsområdena uppströms in blir den ackumulerade arean 111,71 kvadratkilometer. Nakerätno som avvattnar avrinningsområdet har biflödesordning 2, vilket innebär att vattnet flödar genom totalt 2 vattendrag innan det når havet efter 449 kilometer. Avrinningsområdet består mestadels av skog (14 procent) och kalfjäll (84 procent). Avrinningsområdet har 0,53 kvadratkilometer vattenytor vilket ger det en sjöprocent på 1,1 procent.